# Charles Van Hees
Charles Van Hees (30 april 1986) is een Belgische voormalige atleet, die gespecialiseerd was in de middellange afstand. Hij werd eenmaal Belgisch kampioen.

## Loopbaan
Van Hees nam in 2005 op de 800 m deel aan de Europese kampioenschappen voor junioren. Hij werd uitgeschakeld in de series. In 2009 werd hij op die afstand Belgisch kampioen. Hij was aangesloten bij Union Lorraine Athlétique (ULA).

## Belgische kampioenschappen
Outdoor
| Onderdeel | Jaar |
| --------- | ---- |
| 800 m     | 2009 |

## Persoonlijke records
Outdoor
| Onderdeel | Prestatie | Datum        | Plaats             |
| --------- | --------- | ------------ | ------------------ |
| 800 m     | 1.48,00   | 15 juli 2009 | Naimette-Xhovémont |

Indoor
| Onderdeel | Prestatie | Datum           | Plaats    |
| --------- | --------- | --------------- | --------- |
| 800 m     | 1.50,89   | 16 januari 2010 | Luxemburg |

## Palmares
800 m
- 2005: 6e series EK U20 in Kaunas - 1.53,72
- 2009:  BK AC - 1.50,42